# ゴーテ
ゴーテ（Gåte）は、ノルウェーのロックバンド。2005年に解散したが、その後は再結成をした。

## 概要
ノルウェーの伝統的な民謡を基礎に、キーボードやシンセサイザーの音を取り入れた、ロックやハードロックといった曲調をしている。2009年から2010年までコンサートのために再結成をした。2017年に三度目の結成をした。
2024年、ノルウェー代表としてユーロビジョン・ソング・コンテスト2024に出場。
バンド名はノルウェー語で「謎」を意味する。

## メンバー
- グンヒルド・スンドレ （Gunnhild Sundli） - ボーカル

1985年生まれ。ノルウェー、オークダル出身。
- スヴァイヌン・スンドレ （Sveinung Sundli） - フィドル、キーボード

1979年生まれ。グンヒルドの兄。
- イェルムン・ランドエ （Gjermund Landrø） - ベース、ボーカル

1980年生まれ。
- マグヌス・ロボット・ベルマルク （Magnus Robot Børmark） - ギター、シンセサイザー

1982年生まれ。ノルウェー、トロンハイム出身。
- ケネス・カプスタッド （Kenneth Kapstad） - ドラムス

1979年生まれ。

### 元メンバー
- マーティン・ラングリー （Martin Langlie） - ドラムス

## 作品

### アルバム
- Jygri （2002年）
- Iselilja （2004年）
- Liva (2006年)
- Svevn (2018年)
- Nord (2021年)

### ライブアルバム
- Liva （2006年）

### シングル・EP
- Gåte EP （2000年）
- Gåte EP （2002年）
- Statt opp （2003年）
- Sjå attende （2004年）